# Dudu Teodora
Dudu Teodora, pseudonimo di Luiz Eduardo Teodora da Silva (Campinas, 10 agosto 1999), è un calciatore brasiliano, attaccante del Nacional.

## Carriera
Dudu Teodora è cresciuto nel settore giovanile della Fluminense dove ha debuttato il 17 gennaio 2018 nell'incontro del Campionato Carioca perso 3-1 contro il Boavista-RJ. Il 3 febbraio seguente ha segnato il suo primo gol decidendo la partita vinta 1-0 contro il Macaé. Nel 2019 è passato al Ponte Preta che lo ha utilizzato nella propria formazione Under-20.
L'anno successivo si è trasferito in Portogallo al Marinhense. Dopo una buona prima parte di stagione, il 1º febbraio 2021 è stato acquistato dal Nacional.

## Statistiche

### Presenze e reti nei club
Statistiche aggiornate al 4 gennaio 2025.
| Stagione        | Squadra         | Campionato      | Campionato | Campionato | Coppe nazionali | Coppe nazionali | Coppe nazionali | Coppe continentali | Coppe continentali | Coppe continentali | Altre coppe | Altre coppe | Altre coppe | Totale | Totale |
| Stagione        | Squadra         | Comp            | Pres       | Reti       | Comp            | Pres            | Reti            | Comp               | Pres               | Reti               | Comp        | Pres        | Reti        | Pres   | Reti   |
| --------------- | --------------- | --------------- | ---------- | ---------- | --------------- | --------------- | --------------- | ------------------ | ------------------ | ------------------ | ----------- | ----------- | ----------- | ------ | ------ |
| 2018            | Fluminense      | A/RJ+A          | 4+1        | 0          | CB              | 2               | 0               | CS                 | 0                  | 0                  | -           | -           | -           | 7      | 0      |
| 2020-gen. 2021  | Marinhense      | CdP             | 8          | 7          | CP              | 1               | 0               | -                  | -                  | -                  | -           | -           | -           | 9      | 7      |
| gen.-giu. 2021  | Nacional        | PL              | 3          | 1          | CP+CdL          | 0               | 0               | -                  | -                  | -                  | -           | -           | -           | 3      | 1      |
| 2021-2022       | Nacional        | SL              | 27         | 5          | CP+CdL          | 1+1             | 0               | -                  | -                  | -                  | -           | -           | -           | 29     | 5      |
| 2022-2023       | Nacional        | SL              | 32         | 4          | CP+CdL          | 6+3             | 3+0             | -                  | -                  | -                  | -           | -           | -           | 41     | 7      |
| 2023-2024       | Nacional        | SL              | 33         | 1          | CP+CdL          | 3+4             | 3+0             | -                  | -                  | -                  | -           | -           | -           | 40     | 4      |
| 2024-2025       | Nacional        | PL              | 8          | 0          | CP+CdL          | 0+1             | 0               | -                  | -                  | -                  | -           | -           | -           | 9      | 0      |
| Totale Nacional | Totale Nacional | Totale Nacional | 103        | 11         |                 | 19              | 6               |                    | 0                  | 0                  |             | -           | -           | 122    | 17     |
| Totale carriera | Totale carriera | Totale carriera | 116        | 19         |                 | 22              | 6               |                    | 0                  | 0                  |             | -           | -           | 139    | 25     |

## Palmarès

### Club

#### Competizioni statali
- Taça Rio: 1

Fluminense: 2018